# Scymninae

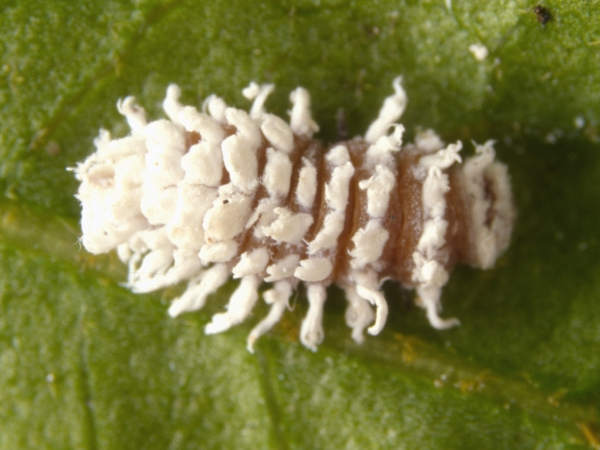
Larva de Cryptolaemus montrouzieri con secreciones cerosas

Scymninae es una subfamilia de coleópteros de la familia Coccinellidae. Cuenta con 170 especies por lo menos. Son depredadores de insectos blandos como pulgones. Las larvas están cubiertas de una secreción serosa.

## Tribus

### TribuAspidimerini
- Acarinus
- Aspidimerus
- Cryptogonus
- Pseudaspidimerus

### TribuBrachiacanthadini
- Brachiacantha
- Cyra
- Hinda

### TribuCryptognathini
- Cryptognatha

### TribuDiomini
- Decadiomus
- Diomus
- Heterodiomus
- Magnodiomus
- Erratodiomus

### TribuHyperaspidini
- Blaisdelliana
- Corystes
- Helesius
- Hyperaspidius
- Hyperaspis
- Thalassa
- Tiphysa

### TribuPentiliini
- Calloeneis
- Curticornis
- Pentilia

### TribuScymnini
- Acoccidula
- Aponephus
- Apseudoscymnus
- Axinoscymnus
- Clitostethus
- Cryptolaemus
- Cycloscymnus
- Cyrema
- Depressoscymnus
- Didion
- Geminosipho
- Horniolus
- Keiscymnus
- Leptoscymnus
- Midus
- Nephaspis
- Nephus
- Parascymnus
- Parasidis
- Propiptus
- Sasajiscymnus
- Scymniscus
- Scymnobius
- Scymnodes
- Scymnomorpha
- Scymnus
- Sidis
- Veronicobius

### TribuScymnillini
- Viridigloba
- Zagloba
- Zilus

### TribuSelvadiini
- Selvadius

### TribuStethorini
- Stethorus
- Parastethorus